# Lockheed NF-104A
Lockheed NF-104A var en amerikansk træningsfly, der i 1960'erne og 1970'erne blev benyttet til træning af amerikanske astronauter. Flyet var produceret på grundlag af Lockheeds jagerfly F-104A Starfighter og blev fremstillet i tre eksemplarer. Flyet blev anvendt til træning af piloter/astronauter, der skulle flyve det amerikanske raketfly North American X-15 og det planlagte Boeing X-20 Dyna-Soar fartøj.
Der blev fremstillet tre eksemplarer af flyet, der var i tjeneste fra 1963 til 1971. Flyene blev fremstillet på grundlag af skroget fra F-104A, der blev modificeret ved installation af en mindre raketmotor og et reaktionskontrolsystem til flyvning i den øvre atmosfære. Under flyvningerne nåede flyet en flyvehøjde på mere end 36,6 km (120.000 fod).
Et af flyene styrtede ned under flyvning med piloten Chuck Yeager. Ulykken er beskrevet i bogen The Right Stuff og i filmatiseringen af bogen.

## Design
F-104A Starfighter var oprindeligt designet som et let jagerfly med høj ydeevne. Til projektet med udvikling af et astronauttræningsfly var fokus at fjerne unødig vægt og udstyr og at installere en raketmotor til at supplere den eksisterende jetmotor. Herudover installeredes et reaktionskontrolsystem (et system, der styrer flyet ved hjælp af mindre dyser, der udstøder gas) og opgraderede instrumenter. Følgende større forskelle blev udviklet til NF-104 i forhold til F-104A:

### Vinge
I forhold til F-104A blev vingerne forlænget med montering af vingespidser. Denne ændring var nødvendig for at montere reaktionskontrolsystemer, ligesom den reducerede den i forvejen høje vingebelastning på F-104A flyet.

### Halefinne
Flyets halefinne og sideror blev udskiftet med større versioner, der blev benyttet af den to-sædede træningsversion af F-104, og blev yderligere modificeret til installationen af flyets raketmotor.

### Flyets skrog
Næsen af glasfiber blev udskiftet med en næse med aluminiumoverflade og indeholdt dele af flyets reaktionskontrolsystemer og dyser til styring af flyet.
Luftindtagene til jetmotoren var de samme som til F104A, men til NF-104 blev de installeret med en shock-konus for optimalt luftindtag ved høje supersoniske hastigheder. Inde i skroget var fjernet jagerflyets maskinkanon, radar og overflødig avionik. I stedet blev monteret en brændstoftank til raketmotoren, ligesom der blev installeret en nitrogen-tank til at sikre trykket i flyets cockpit, hvilket var nødvendigt, da jetmotoren ikke ville kunne producere luft til cockpittet efter af jetmotoren som planlagt ville stoppet i forbindelse med flyets kraftige stigning ved hjælp af raketmotoren på den sidste del af stigningen.

### Raketmotor
Udover flyets normale General Electric J79 jetmotor blev der installeret en Rocketdyne AR2-3 raketmotor i roden af halefinnen. Raketmotoren benyttede som brændstof en blanding af jetbrændstof og brintoverilte. Raketmotoren havde raketbrændstof til ca. 100 sekunders forbrænding.

### Reaktionskontrolsystem
Reaktionskontrolsystemet (RCS) bestod af otte dyser (fire på hver akse) til kontrol af vertikal og horisontal styring og fire dyser til kontrol af flyets krængning. Dyserne fungerede ved brug af den samme hydrogen peroxid, der blev benyttet som brændstof i raketmotoren. Dyserne blev kontrolleret af piloten ved hjælp af et håndtag monteret i instrumentpanelet.

## Galleri
- NF-104A nummer 760 udstillet ved USAF Test Pilot School
- Chuck Yeager i cockpittet i en NF-104A, den 4. december 1963